# Marta Ethel Raso
Marta Ethel Raso (Comodoro Rivadavia, 25 de mayo de 1953) es una política argentina, miembro de la Unión Cívica Radical, que se desempeñó como legisladora provincial y senadora nacional por la provincia del Chubut entre 2001 y 2003.

## Biografía
Miembro de la Unión Cívica Radical, en 1992 se convirtió en presidenta de la convención provincial del partido. Ese mismo año fue designada delegada del Ministerio de Bienestar Social del Chubut en Comodoro Rivadavia. Al año siguiente fue designada subsecretaria de Asuntos Sociales por el gobernador Carlos Maestro.
En 1995 fue elegida a la Legislatura de la Provincia del Chubut, siendo reelegida en 1999. Allí trabajó en legislación sobre salud reproductiva (siendo autora de una ley al respecto), protección integral de la niñez, violencia familiar, tratamiento de VIH y SIDA, y pesca.
En las elecciones legislativas de 2001 fue elegida senadora nacional por la provincia del Chubut, en la lista de la Alianza para el Trabajo, la Justicia y la Educación, con mandato un mandato de dos años por sorteo.
En 2003, junto con el entonces senador Gerardo Morales y el diputado José Vittar, presentaron una «acción de defensa del consumidor» contra la entonces empresa privatizada Correo Argentino, la Secretaría de Comunicaciones de la Nación y la Comisión Nacional de Comunicaciones, por el pago del canon que adeudaba la empresa postal al Estado argentino, reclamando además la revocatoria del contrato de concesión.
Regresó a la Legislatura provincial entre 2007 y 2011. En las elecciones legislativas de 2015, fue candidata a segunda senadora nacional en la lista del frente Cambiemos, acompañando a Mario Cimadevilla. Previamente se desempeñó como Secretaria de Relaciones Institucionales del Comité Nacional de la Unión Cívica Radical.